# История почты и почтовых марок Британского Бечуаналенда
Это обзор почтовых марок и истории почты Британского Бечуаналенда.

## История
В течение многих месяцев, начиная с 1883 года, на британское правительство оказывалось давление, чтобы оно что-то предприняло в Бечуаналенде из-за беспорядков в этом районе. 29 октября 1884 года британское правительство назначило сэра Чарльза Уоррена специальным комиссаром Бечуаналенда. 13 ноября 1884 года парламент проголосовал за ассигнование 675 тысяч фунтов стерлингов (сегодня это эквивалентно более чем 32 млн фунтов стерлингов) на военные действия в Бечуаналенде. Сэру Чарльзу Уоррену было поручено рекрутировать иррегулярный отряд численностью 1500 человек в Южной Африке в дополнение к предоставляемым в его распоряжение регулярным войскам.
Отряд из 4 тысяч солдат под командованием сэра Чарльза Уоррена отправился аннексировать Стеллаланд и Гошен. 7 февраля 1885 года войска достигли Фрейбурга, главного города Стеллаланда, затем продвинулись в направлении Мафикенга, главного города Гошена. К 8 апреля 1885 года Чарльз Уоррен отправил депешу, извещающую британское правительство, что он оккупировал Бечуаналенд и полностью восстановил порядок. Две бурские республики распались без кровопролития.
30 сентября 1885 года Стеллаланд, Гошен и другие территории к югу от реки Молопо стали королевской колонией Британский Бечуаналенд.

## Почтовые марки
Почтовые марки Стеллаленда, выпущенные в 1884 году, оставались в обращении до 2 декабря 1885 года. Любая отправляемая за его пределы корреспонденция должна была франкироваться как почтовыми марками Стеллаленда, так и почтовыми марками Мыса Доброй Надежды. Гашение этих почтовых марок производились пером и тушью. Известно использование почтовых марок Стеллаленда отрядом Уоррена в Кимберли. Эти почтовые марки были изъяты из обращения 2 декабря 1885 года. Все неиспользованные изъятые из обращения почтовые марки были проданы торгующей почтовыми марками фирме Whitfield, King & Company из Ипсвича.

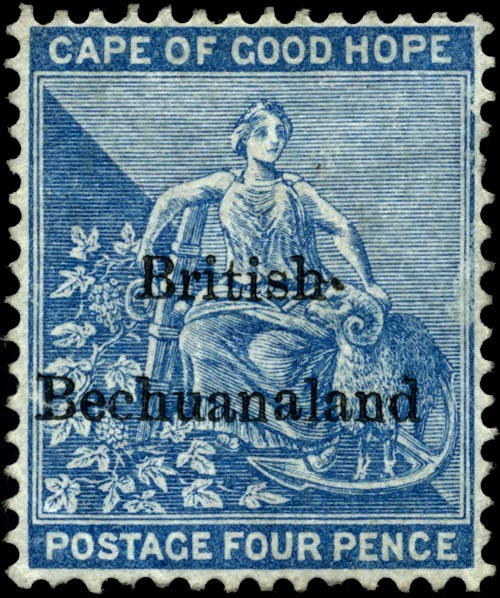
Почтовая марка Мыса Доброй Надежды с надпечаткой, 1885 г.

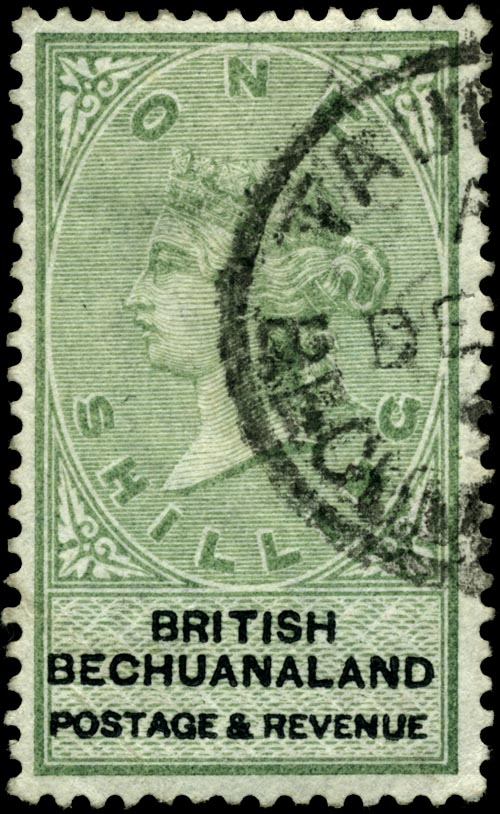
Почтовая марка Великобритании с надпечаткой, 1887 г.

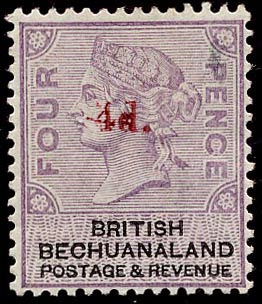
Почтовая марка Британского Бечуаналенда номиналом четыре пенса 1888 г. с надпечаткой «4d.»

2 декабря 1885 года в продажу в почтовом отделении Фрейбурга поступили почтовые марки Мыса Доброй Надежды с надпечаткой англ. «British Bechuanaland» («Британский Бечуаналенд») . В типографии W A Richards & Son в Кейптауне были сделаны надпечатки на марках восьми различных номиналов от ½ пенни до 1 шиллинга.
1 ноября 1887 года были выпущены почтовые марки, поступившие из Великобритании. Марка номиналом ½ пенни представляла собой почтовую марку Великобритании с надпечаткой англ. «British Bechuanaland» («Британский Бечуаналенд»), изготовленную типографией De La Rue. Двенадцать других марок номиналом от 1 пенни до 5 фунтов стерлингов были изготовлены фирмой De La Rue с использованием шаблонных рисунков типа «Безымянный штамп», предназначенных для фискальных марок Великобритании, и надпечатыванием на них текста англ. «British Bechuanaland Postage and Revenue» («Британский Бечуаналенд. Почтовый и гербовый сбор»).
Номиналы почтовых марок, изготовленных с использованием рисунка типа «Безымянный штамп», были указаны словами. 7 августа 1888 года типография P Townshend & Co сделала местную надпечатку на марках пяти низких номиналов во Фрейбурге с указанием номинала цифрами: 1 пенни, 2 пенса, 4 пенса, 6 пенсов и 1 шиллинг.
В декабре 1888 года на марках номиналом 3 пенса 1887 года выпуска была сделана надпечатка англ. «One Half-Penny» («Полпенни»), а в январе 1889 года на почтовых марках Мыса Доброй Надежды номиналом ½ пенни была выполнена надпечатка «British Bechuanaland» («Британский Бечуаналенд») в местной типографии во Фрейбурге.
В 1893 году ответственность за почтовую связь перешла от генерал-почтмейстера Британского Бечуаналенда к генерал-почтмейстеру Мыса Доброй Надежды.
Ещё семь почтовых марок были изготовлены с помощью надпечаток либо на марках Капской колонии, либо на марках Великобритании до того, как Британский Бечуаналенд был аннексирован Мысом Доброй Надежды 16 ноября 1895 года и прекратил выпуск почтовых марок.

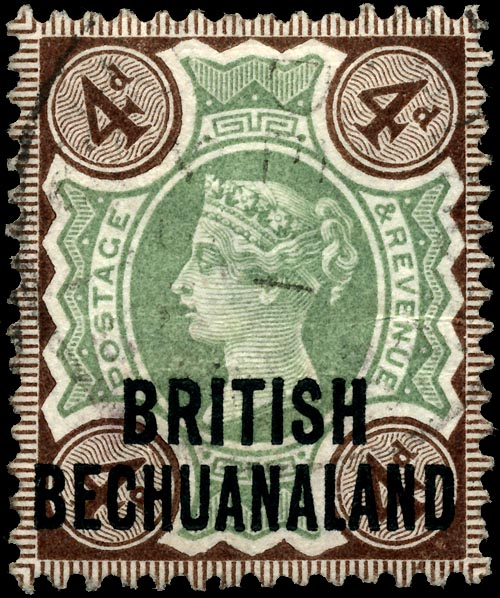
Почтовая марка Великобритании с надпечаткой, 1891 г.

Все оставшиеся почтовые марки Британского Бечуаналенда были переданы Протекторату Бечуаналенда и оставались там в обращении без каких-либо надпечаток до 1897 года.

## Цельные вещи
Все цельные вещи, выпускаемые для Британского Бечуаналенда, изготавливались посредством надпечатки на цельных вещах Мыса Доброй Надежды или Великобритании текста «BRITISH BECHUANALAND» или «British Bechuanaland» («Британский Бечуаналенд»).

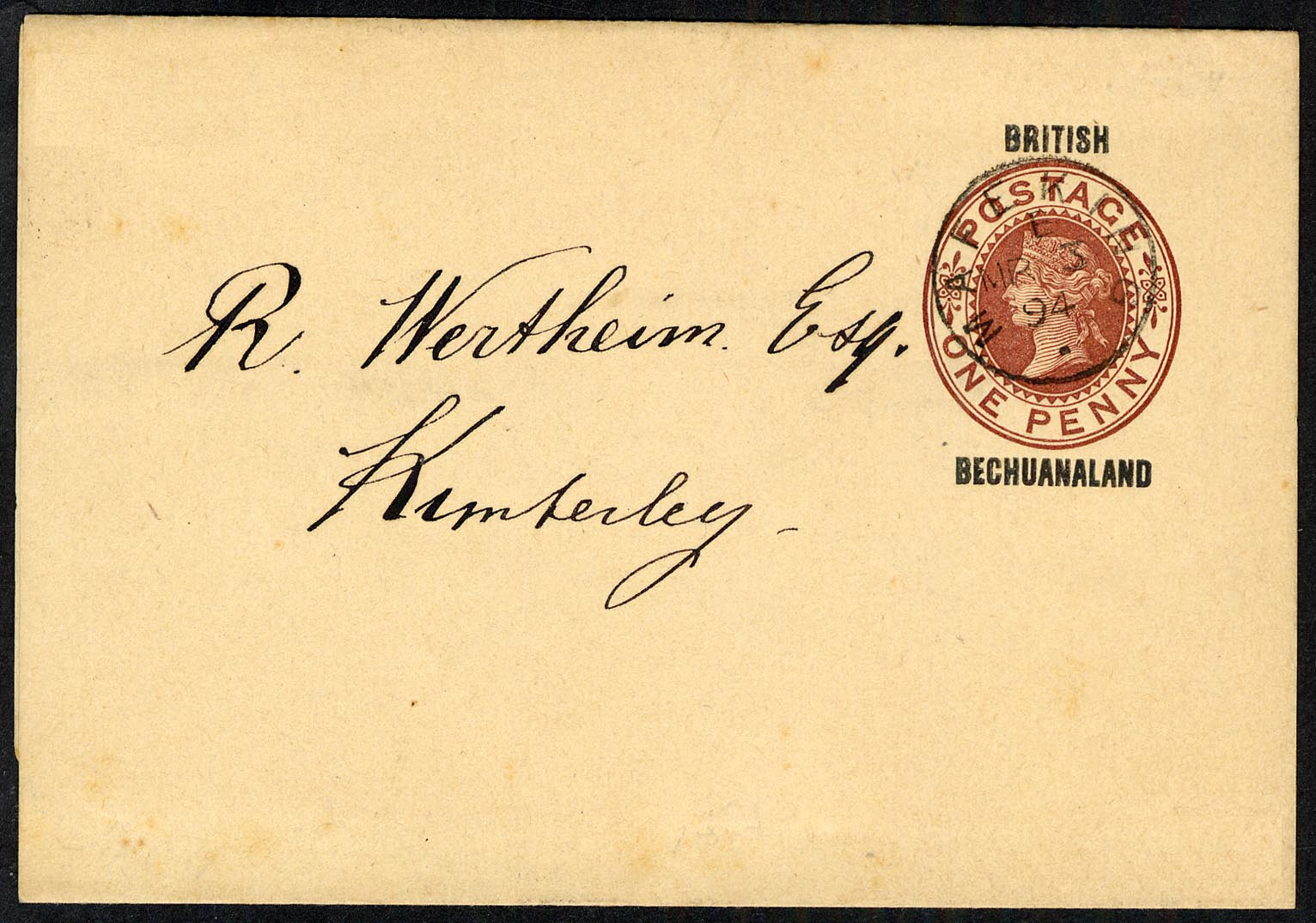
Бандероль Британского Бечуаналенда номиналом 1 пенни, погашенная 3 марта 1894 года в Мафекинге и адресованная в Кимберли — тариф на пересылку газет в то время составлял ½ пенса.

Первыми почтовыми карточками стали почтовые карточки Мыса Доброй Надежды с маркой номиналом 1 пенни с надпечаткой, выпущенные в июле 1886 года. В общей сложности типографией W A Richards & Son из Кейптауна были сделаны шесть различных надпечаток на почтовой карточке Мыса Доброй Надежды номиналом 1 пенни, а на почтовых карточках Великобритании были сделаны две надпечатки. Тариф 1 пенни был предназначен для местной корреспонденции и для корреспонденции, отправляемой в пределах южной Африки.
Новые почтовые тарифы были введены после конгресса ВПС 1891 года в Вене. Местный тариф составлял ½ пенни и 1 пенни; тариф для Великобритании составлял 1 пенни; международный тариф и тариф Машоналенда составляли 1½ пенса. В марте 1893 года на марке почтовой карточки Мыса Доброй Надежды номиналом полтора пенса была сделана надпечатка, и она была выпущена в обращение. В сентябре 1894 года на почтовой карточке Великобритании номиналом ½ пенни была сделана надпечатка англ. «Three half pence» («Три полпенса»), причём в это же время поступили почтовые карточки Великобритании с маркой номиналом ½ пенни с надпечаткой «British Bechuanaland» («Британский Бечуаналенд»).
Первые маркированные бандероли были выпущены в январе 1897 года путем надпечатки на бандеролях Великобритании. Тариф на пересылку газет составлял ½ пенни для местной корреспонденции и 1 пенни — для адресованной в Великобританию. Всего было две разных надпечатки на бандеролях Великобритании номиналом ½ пенни, одна надпечатка на бандеролях Великобритании номиналом 1 пенни, по две на бандеролях Мыса Доброй Надежды номиналом ½ пенни и 1 пенни.
Маркированные конверты для заказных писем впервые появились в июле 1886 года. Всего было идентифицировано 17 различных надпечаток, одиннадцать из которых на конвертах Мыса Доброй Надежды и шесть — на конвертах Великобритании.